# Rhipidia (Rhipidia) huachucensis
Rhipidia (Rhipidia) huachucensis is een tweevleugelige uit de familie steltmuggen (Limoniidae). De soort komt voor in het Nearctisch gebied.